# Operación Pacífico
Operación Pacífico es una telenovela de drama policiaco producida por Telemundo Global Studios y Fox Telecolombia para Telemundo, en el 2020. Se estrenó el 10 de febrero de 2020 en sustitución de la séptima temporada de El señor de los cielos, y finalizó el 17 de abril de 2020 siendo reemplazado por la segunda temporada de Enemigo íntimo.
Debido a sus bajos niveles de audiencia, la telenovela fue recortada de los 60 episodios producidos a 44 en su emisión original por Telemundo, adelantando su final antes de lo previsto originalmente.
Esta protagonizada por Majida Issa, Mark Tacher y Luciano D'Alessandro, junto con Julio Bracho, Emmanuel Orenday, Jorge Zárate y Christian Tappan en los roles antagónicos. Acompañados también por Johanna Fadul, Klemen Novak, Shany Nadan, Cynthia Alesco y Jorge Enrique Abello.

## Trama
Operación Pacífico sigue la vida de Amalia Ortega (Majida Issa), una bella destacada y brillante agente federal de la unidad secreta de investigación de la Policía Nacional, quien tiene  como misión y el objetivo personal de capturar a Rodolfo Espinoza Roldán, alias «El Guapo» (Julio Bracho), uno de los últimos y poderosos traficantes de droga en la frontera norte de México. Para lograrlo, Amalia se deberá de infiltrar no sólo las redes del narcotráfico, sino en las redes de corrupción política en los más altos niveles del poder en su país, dejando en riesgo su propia vida y la de su familia.

## Reparto

### Principales
- Majida Issa como la Capitán Amalia Ortega[6][7]
- Mark Tacher como el Coronel Gabriel Pedraza[6][7]
- Julio Bracho como Rodolfo Espinoza Roldán «El Guapo»[6][7]
- Christian Tappan como el Mayor Ernesto Vargas[6][7]
- Luciano D'Alessandro como Jorge Camacho[6][7]
- Klemen Novak como el Agente Bradley Jones[6][7]
- Ernesto Benjumea como el Coronel López[6][7]
- Shany Nadan como la Teniente Paula Gaitán[6][7]
- Johanna Fadul como Mariana Ortega[6][7]
- Emmanuel Orenday como Guerrero[6][7]
- Cynthia Alesco como Guadalupe Romero[6][7]
- Ronaldo Torres como el Agente Rojas
- Juan Carlos Cruz como el Agente Díaz
- Mauricio Sánchez como el Agente Arias
- Jerónimo Barón como Matías Camacho Ortega[6]
- José Ángel Castaño como Lorenzo Camacho Ortega[6]
- Jorge Enrique Abello como Manuel Mejía Montes «El Señor M.»[6][7]
- Antonio de la Vega como Raúl Aparicio[6][7]
- Jorge Zárate como Ramiro Zúñiga «El Doctor»[6][7]

### Recurrentes e invitados especiales
- Lina Cardona como Lorena[6][7]
- Brian Moreno como Hermides
- Julián Mora como Tornado
- Kike Mendoza como Barbi
- Carlos Echeverry como el presidente Luque
- Daniel Díaz como Horacio
- Alfredo Ahnert como Zorrilla
- Roger Dugait como el embajador Collins
- Juan Camilo Pérez como Pichi
- Luly Bossa como Madame Véronique
- Juan Carrillo como Yeison
- Constanza Gutiérrez como Mamá Gladys
- Tatiana Trujillo como Evelin
- Diana Wiswell como Susana Vega[6][7]
- Katherine Vélez como Helena Restrepo[6][7]
- Juan Pablo Franco como Ignacio de la Fuente, suegro de «El Guapo»
- Juan Carlos Arango como César Ordóñez «El Gobernador»
- Óscar Borda como Copete[6][7]
- Víctor Rodríguez como El Tuerto
- Zharick León como Fabiola, la esposa de «El Guapo» e hija de Ignacio de la Fuente
- Javier Ávila Walteros como Cabo Rocha
- María Cecilia Sánchez como Valeria
- Julián Bustamante como Ávila
- Daniel Díaz como Horacio
- Alfredo Ahnert como Zorrilla
- José Restrepo como Wilson
- Néstor Alfonso Rojas como Rigoberto
- Alana Gutíerrez como Gabriela Mejía Montes «Hija del Señor M.»
- Pedro Pallares como el Capitán Vera
- Toto Vega como abogado De Castro
- Jorge López como Héctor Pulido «El Señor M.»
- Gabriel Escobar como Salas
- Rafael Martínez como el Coronel Rafael Martínez
- Gill González como Virginia
- Jonathan Bedoya como el Cadete Ramón Domínguez
- Hans Martínez como Alfredo
- Vladimir Bernal como Ronaldo
- Paula Barreto como María Elvira
- Santiago Mayorga como Milton
- Cecilia Latorre como Carmen
- Sandra Mariño como Lucrecia Gordillo
- Conrado Osorio como el fiscal Bustos
- Andrés Mavioly como el Mayor Tabera
- Edison Ruíz como Ramón
- José Roberto Pisano como Chávez

## Producción
La telenovela se presentó y confirmó en mayo de 2019 durante el Up-front de Telemundo para la temporada en televisión 2019-2020, con Majida Issa y Mark Tacher confirmando su participación como protagonistas. La producción inició grabaciones el 21 de octubre de 2019, la cual a la par, se dio a conocer que los actores Luciano D'Alessandro y Johanna Fadul se integran a la producción. El 6 de enero de 2020 se anunció que la producción tendrá 60 episodios.

## Audiencia
| Temporada | Horario (ET/CT)         | Episodios | Primera emisión       | Primera emisión      | Última emisión      | Última emisión       | Prom. de espectadores (millones) |
| Temporada | Horario (ET/CT)         | Episodios | Fecha                 | Audiencia (millones) | Fecha               | Audiencia (millones) | Prom. de espectadores (millones) |
| --------- | ----------------------- | --------- | --------------------- | -------------------- | ------------------- | -------------------- | -------------------------------- |
| 1         | Lunes a viernes 10pm/9c | 44        | 10 de febrero de 2020 | 0.91                 | 17 de abril de 2020 | 0.94                 | 0.94                             |

## Episodios
| N.º | Título                           | Fecha de emisión original | Audiencia (millones) |
| --- | -------------------------------- | ------------------------- | -------------------- |
| 1 | «El sello de la serpiente»       | 10 de febrero de 2020     | 0.91                 |
| La capitán Amalia Ortega dirige la unidad secreta de inteligencia de la policía. Un día no regresa a casa porque participa en un peligroso operativo, que le cambiará la vida para siempre.        |                                  |                           |                      |
| 2 | «El Doctor y su obra quirúrgica» | 11 de febrero de 2020     | 0.98                 |
| Jorge, el esposo de Amalia está en las manos de El Doctor y no para de temblar. La capitán debe hacer caso a cada orden del narcotraficante, si quiere ver con vida al padre de sus hijos.         |                                  |                           |                      |
| 3 | «En peligro»                     | 12 de febrero de 2020     | 1.00                 |
| La pesadilla para Amalia no acaba, el general López se encarga de darle una mala noticia y el Doctor está listo para matarla. Lorena confiesa uno de los secretos del narcotraficante.             |                                  |                           |                      |
| 4 | «Obedecer a la capitana»         | 13 de febrero de 2020     | 0.99                 |
| Los hombres de Amalia rodean la casa del narcotraficante el Doctor. El operativo está en marcha y Pedraza no sabe si hacerle caso a su jefa o saltarse las reglar y tomar una arriesgada decisión. |                                  |                           |                      |
| 5 | «Amalia se juega la vida»        | 14 de febrero de 2020     | 0.78                 |
| Los narcos tienen rodeada a Amalia y a su equipo. Todos saben que el Doctor es de gran valor para atrapar a otros capos. A toda costa, el mayor Vargas quiere sacar a la capitana del camino.      |                                  |                           |                      |
| 6 | «La única opción»                | 17 de febrero de 2020     | 0.90                 |
| Comienza el operativo más difícil para Amalia. En Tumaco, el Barbi está a punto de reconocer a la capitana, ella solo tiene una forma de ocultarse para que no la descubran.                       |                                  |                           |                      |
| 7 | «La mesera y el traficante»      | 18 de febrero de 2020     | 0.91                 |
| El tuerto le pone el ojo a Amalia. Mientras, Pedraza se hace pasar por el enviado del cartel de Sinaloa. Sin embargo, el agente no cuenta con la clave secreta que le permita recibir la droga.    |                                  |                           |                      |
| 8 | «Trabajar para el enemigo»       | 19 de febrero de 2020     | 0.88                 |
| Mientras transporta el cargamento con Copete, Pedraza recibe un mensaje. Ahora queda escapar o enfrentar a quienes lo ataquen. Vargas da la orden a sus hombres de disparar.                       |                                  |                           |                      |
| 9 | «La llamada inesperada»          | 20 de febrero de 2020     | 0.91                 |
| Amalia y Pedraza quedan al descubierto. Ya en Bogotá, el coronel Pedraza atiende una llamada que incomoda a su jefa; la capitán pasa por uno de los momentos más difíciles en su vida.             |                                  |                           |                      |
| 10 | «Un paso adelante»               | 21 de febrero de 2020     | 0.86                 |
| La decisión está tomada y cualquier cosa puede ocurrir. Amalia quiere dejar todo bien organizado. Mientras, el coronel Pedraza le confiesa a Jones un gran secreto con respecto a la capitán.      |                                  |                           |                      |
| 11 | «La Sorpresa»                    | 24 de febrero de 2020     | 0.97                 |
| Amalia la está pasando mal, extraña a Mariana y la busca en su apartamento sin saber que ha estado secuestrada. Allí, su marido y su hermana comparten un momento de gran intensidad.              |                                  |                           |                      |
| 12 | «El plan de Pedraza»             | 25 de febrero de 2020     | 0.99                 |
| Jorge quiere contraatacar y manda a preparar una demanda de divorcio, mientras Pedraza pone en riesgo su vida para salvar a Amalia. Él está dispuesto a lo que sea por rescatarla.                 |                                  |                           |                      |
| 13 | «Celos, malditos celos»          | 26 de febrero de 2020     | 0.92                 |
| Pedraza comparte su realidad personal con Amalia y cada día está más cerca de ella. Una llamada desde México podría arruinar un gran momento. Jones estalla de los celos y enfrenta al coronel.    |                                  |                           |                      |
| 14 | «Cavar tu propia tumba»          | 27 de febrero de 2020     | 1.00                 |
| El equipo de Amalia está a punto de atrapar al señor M. Y Vargas es el único que puede ayudarlo. En el campamento del gobernador, Pedraza y la Capitán no confían en Jones y quieren escapar.      |                                  |                           |                      |
| 15 | «Sin arrepentimiento»            | 28 de febrero de 2020     | 1.00                 |
| En medio de su tristeza, Amalia abre su corazón con Pedraza, surge una repentina discusión y deciden ir a otro lado. Lo que no saben es que Jorge, furioso, los sigue a todos lados.               |                                  |                           |                      |
| 16 | «De amigo a enemigo»             | 2 de marzo de 2020        | 0.97                 |
| Jorge no puede controlar su rabia y su comportamiento sorprende a Amalia. La capitán regresa a su trabajo y una estrategia del mayor Vargas la deja con la boca abierta.                           |                                  |                           |                      |
| 17 | «Una sola palabra»               | 4 de marzo de 2020        | 0.88                 |
| Pedraza recibe una llamada y debe volver de inmediato a México, habla urgentemente con Amalia para hacerle una propuesta. Ella está con el alma en el suelo, siente que nada le funciona.          |                                  |                           |                      |
| 18 | «Encuentro inesperado»           | 5 de marzo de 2020        | 0.81                 |
| Pedraza se topa con Vargas en México y no sabe el futuro que le espera, solo sabe que debe moverse rápido; desesperado, llama a Amalia, la mujer que tanto extraña y le pide que viaje.            |                                  |                           |                      |
| 19 | «Detrás del Guapo»               | 6 de marzo de 2020        | 0.93                 |
| Amalia se va a México a buscar al Guapo y Pedraza tiene un gran plan para ella. Pero, Aparicio se entera de la presencia de la capitán y recibe la orden de actuar.                                |                                  |                           |                      |
| 20 | «Las dos mujeres»                | 9 de marzo de 2020        | 0.93                 |
| De forma sorpresiva, Amalia conoce a Lupe, la exnovia de Pedraza. Cada uno utiliza sus mejores armas para dejar las cosas claras. Aparicio juega al simpático y mueve sus piezas.                  |                                  |                           |                      |
| 21 | «Roba corazones»                 | 10 de marzo de 2020       | 0.89                 |
| Cada día es más duro para Amalia, está alojada en el apartamento de Pedraza y se siente apenada. El agente le pide a Lupe que vaya a visitarlo y al ver a Amalia todo cambia.                      |                                  |                           |                      |
| 22 | «El hombre de la máscara»        | 11 de marzo de 2020       | 0.94                 |
| Los enemigos de Pedraza quieren darle donde más le duela. Amalia no le gusta lo que está pasando y confronta a Pedraza, él no tiene otra opción más que utilizar sus mejores estrategias.          |                                  |                           |                      |
| 23 | «Las verdades a la cara»         | 12 de marzo de 2020       | 0.89                 |
| Amalia y Lupe comparten un café y pareciera que algo más. Ambas saben que las relaciones no siempre salen como se esperan y están dispuestas a hacer lo que les diga el corazón.                   |                                  |                           |                      |
| 24 | «Amor en peligro»                | 13 de marzo de 2020       | 0.89                 |
| La tensión se siente en el ambiente y Lupe no pierde de vista a su exnovio. Pedraza se queda mudo al escuchar el plan de futuro de Amalia. Alguien vigila a la pareja de agentes.                  |                                  |                           |                      |
| 25 | «Acorralados en casa»            | 17 de marzo de 2020       | 1.03                 |
| Pedraza disfruta de una deliciosa comida acompañado por su madre Amalia y Lupe. Aparicio comparte su ubicación con Guerrero quien llega al lugar para eliminarlos.                                 |                                  |                           |                      |
| 26 | «Más cerca que nunca»            | 18 de marzo de 2020       | 1.01                 |
| El Guapo está en Sonoyta con motivo del cumpleaños de su madre. Amalia y Pedraza también visitan a la señora, sin percatarse que el hombre que buscan los espera.                                  |                                  |                           |                      |
| 27 | «¿Y ahora qué?»                  | 19 de marzo de 2020       | 1.03                 |
| Guerrero y sus hombres actúan. En pleno desierto de Sonora, tienden una emboscada a Amalia y Pedraza. Tras la lluvia de balas, la capitán y coronel solo les queda una opción.                     |                                  |                           |                      |
| 28 | «El calor de la muerte»          | 20 de marzo de 2020       | 1.01                 |
| En el desierto, Amalia no aguanta más, tiene mucha sed y su debilidad no la deja avanzar. En el camino, una serpiente peligrosa la pica. Pedraza observa como su compañera comienza a alucinar.    |                                  |                           |                      |
| 29 | «Con las manos atadas»           | 24 de marzo de 2020       | 0.98                 |
| Pedraza y Jones son secuestrados por Copete y Rene. Mientras el tiempo pasa, Amalia delira y abraza a la muerte en una espera interminable por la llegada de su colega.                            |                                  |                           |                      |
| 30 | «Todo por Amalia»                | 25 de marzo de 2020       | 0.95                 |
| Amalia ha sido secuestrada por Horacio, a cambio Jones y Pedraza deben entregarle al Guapo. Pero, el narco más buscado abandona su casa y nadie sabe dónde encontrarlo.                            |                                  |                           |                      |
| 31 | «La peligrosa negociación»       | 26 de marzo de 2020       | 1.03                 |
| Don Horacio tiene en su poder a Amalia y además, captura a Rene. Aunque Pedraza se comunica con el capo y llegan a un acuerdo para salvar a la capitán, el trato termina en tragedia.              |                                  |                           |                      |
| 32 | «El Guapo señor San Miguel»      | 27 de marzo de 2020       | 1.02                 |
| Con la mayor elegancia, el Guapo realiza una conferencia. Amalia y Pedraza lo sorprenden con preguntas incómodas frente a todos. De inmediato, Guerrero recibe la orden de su jefe de actuar.      |                                  |                           |                      |
| 33 | «Todo un Guerrero»               | 31 de marzo de 2020       | 1.00                 |
| Los agentes arman un operativo para atrapar a los narcotraficantes que se reúnen con el Guapo. El hombre de máscara coordina dicha reunión y está dispuesto a enfrentar su destino.                |                                  |                           |                      |
| 34 | «En la mira»                     | 1 de abril de 2020        | 0.83                 |
| Amalia y Pedraza viajan a Texas y llegan al escondite del Guapo. El narco huele la muerte, está al tanto que se encuentra rodeado por sus enemigos y no tiene escape.                              |                                  |                           |                      |
| 35 | «El disparo certero»             | 2 de abril de 2020        | 0.93                 |
| Amalia no falla y dispara directo a su objetivo. Todos los narcos reaccionan y se genera una lluvia de balas. La policía estadounidense entra en acción y llega a tiempo para frenar el tiroteo.   |                                  |                           |                      |
| 36 | «Que nadie se mueva»             | 3 de abril de 2020        | 0.88                 |
| Pedraza no puede actuar, en un abrir y cerrar de ojos, la capitán Amalia no se encuentra en buenas manos, unos hombres la tiene en su poder y van a secuestrarla.                                  |                                  |                           |                      |
| 37 | «La venganza del Guapo»          | 7 de abril de 2020        | 0.87                 |
| Mariana, la hermana de Amalia, conoce al Guapo. El narco sabe qué hacer para ver a su enemiga sufrir. La capitán esta preocupada por su familia e ignora que el peligro está muy cerca.            |                                  |                           |                      |
| 38 | «El secuestro de los niños»      | 8 de abril de 2020        | 0.93                 |
| Amalia pide al General López retirar a sus escoltas, y mantener solo dos, a cargo de sus hijos. El Guapo ejecuta su plan y unos hombres raptan a Lorenzo y Matías. La capitán no aguanta el dolor. |                                  |                           |                      |
| 39 | «Arriesgarlo todo»               | 9 de abril de 2020        | 0.85                 |
| Lorenzo y Matías piden ayuda desesperadamente. Los hombres del Guapo interceptan a Amalia, ella tiene que entregarse al poderoso narco, para intentar salvar a sus hijos.                          |                                  |                           |                      |
| 40 | «El saludo de los muertos»       | 10 de abril de 2020       | 0.94                 |
| Mariana está en peligro, intenta comunicarse con su hermana, pero, el Guapo lo evita. El narco jura venganza por la muerte de su familia y, Amalia presiente lo peor.                              |                                  |                           |                      |
| 41 | «Jugar con la vida»              | 14 de abril de 2020       | 0.91                 |
| El Guapo anuncia el envío de droga más grande de la historia en retaliación al asesinato de su familia. La venganza del narco roza los límites y Mariana paga las consecuencias.                   |                                  |                           |                      |
| 42 | «El infierno de Mariana»         | 15 de abril de 2020       | 0.92                 |
| Viviana es llevada a la hacienda para estar con Diego. Allí, ve a Mariana y ambos deciden ayudarla a escapar. El plan de fuga se activa, pero Mariana queda totalmente desprotegida.               |                                  |                           |                      |
| 43 | «Hay amores que mata»            | 16 de abril de 2020       | 0.94                 |
| Lupe no controla su odio y quiere vengarse de Pedraza y Amalia de la forma más extrema, le ofrece a Guerrero la cabeza de su exnovio y aunque el narco no confía, ella asegura que no fallará.     |                                  |                           |                      |
| 44 | «Bajo tierra»                    | 17 de abril de 2020       | 0.94                 |
| Amalia sufre por su hermana y el ejército está listo para atrapar al Guapo. El narco desconfía hasta de su propia sombra. Quien menos lo espera, recibe un disparo y queda tendido en el suelo.    |                                  |                           |                      |

## Premios y nominaciones

### Premios PRODU 2020
| Categoría        | Nominados    | Resultados |
| ---------------- | ------------ | ---------- |
| Mejor superserie | Silvia Duran | Ganadora   |